# エンリケ・ゲデス・ダ・シウヴァ
カターニャ（Catanha）ことエンリケ・ゲデス・ダ・シウヴァ（Henrique Guedes da Silva、1972年3月6日 - ）は、ブラジル・レシフェ出身の元サッカー選手。ポジションはFW。元スペイン代表。

## クラブ経歴
1996年、CFベレネンセスでヨーロッパでのプロキャリアをスタートさせた。1995-96シーズン終了後、当時セグンダ・ディビシオンに所属していたUDサラマンカに加入したが、出場機会が少なく、1シーズン目終了後にCDレガネスへとレンタル移籍をした。レガネスでは、リーグ戦34試合で14ゴールを挙げる活躍を見せ、シーズン終了後にプリメーラ・ディビシオン昇格を目指していたマラガCFに移籍した。
マラガでは、フランシスコ・ルフェテやホセ・マリア・モビージャらとともにプレーし、カターニャはキャリアハイとなるリーグ戦26ゴールを記録してセグンダのピチーチ賞を獲得した。プリメーラ昇格後もカターニャはマラガに残留し、キャリア初の1部の舞台であったが、リーグ2位タイとなる24ゴールを挙げ、マラガの1部残留に貢献した。
2000年夏、マラガでの2シーズンで50ゴールを挙げたことでセルタ・デ・ビーゴに引き抜かれた。セルタでも2シーズン連続で2桁得点を記録し、移籍1シーズン目にはUEFAインタートトカップ優勝を経験した。しかし、2002-03シーズンはリーグ戦4ゴールしか得点できず、2003-04シーズンにセルタを退団し、2006年にCDリナーレスに加入するまでスペインから離れ、キャリアを続けた。
2012年、セントロ・スポルチーヴォ・アラゴアーノでプロ選手としてのキャリアを終えた。

## 代表経歴
2000年10月7日、2002 FIFAワールドカップ・予選のイスラエル代表戦にて、78分にイスマエル・ウルサイスとの交代でスペイン代表デビューを果たした。

## タイトル

### クラブ
マラガCF
- セグンダ・ディビシオン : 1回 (1998-99)

セルタ・デ・ビーゴ
- UEFAインタートトカップ : 1回 (2000-01)

### 個人
- セグンダ・ディビシオン得点王 : 1回 (1998-99)